# Cerro de Apaneca
Cerro de Apaneca is een vulkaan in het departement Ahuachapán in El Salvador. De berg ligt ongeveer twee kilometer ten zuiden van de plaats Apaneca en is ongeveer 1831 meter hoog.
De vulkaan ligt in de vulkanische bergketen Cordillera de Apaneca. Op ongeveer vier kilometer naar het noorden ligt de vulkaan Cerro Las Ninfas.